# Kathy May Fritz
Kathy May Fritz (Beverly Hills, Califórnia, 18 de junho de 1956) é uma ex-tenista profissional norte-americana. Ela ganhou sete títulos na Associação de Tênis Feminino de simples durante sua carreira, e alcançou a décima colocação do ranking em 3 de julho de 1977. Ela também alcançou por três vezes as quartas de final em torneios do Grand Slam, sendo uma vez no US Open em 1978 e duas vezes no Aberto da França em 1977 e 1978. Seu filho, Taylor Harry Fritz, também é um jogador profissional de tênis.